# ネオプラグマティズム
ネオプラグマティズム（Neopragmatism）、別名ポスト・デューイ主義的プラグマティズム（post-Deweyan pragmatism）、言語論的プラグマティズム（linguistic pragmatism）、分析的プラグマティズム（analytic pragmatism）は、哲学的伝統の一つ。言葉の意味とは、言葉がいかに使用されるかを定める機能のことであり、人々が言葉によって記述しようと意図するものを表すわけではない、と主張する。
『ブラックウェル西洋哲学辞典（Blackwell Dictionary of Western Philosophy）』（2004）は、「ネオプラグマティズム」を次のように定義している。「アメリカの哲学者リチャード・ローティによって展開され、ジョン・デューイ、マルティン・ハイデガー、ウィルフリッド・セラーズ、クワイン、ジャック・デリダなどの著者からインスピレーションを得た、ポストモダン的プラグマティズム」。
これは、プラグマティズムから多くの概念を再導入する哲学を指す現代的な用語である。伝統的なプラグマティズムは経験に焦点を当てるが、ローティは言語に重点を置く。自己（the self）は、「信念と欲求から成る、中心を欠いた網目（web）」と見なされる。また、普遍的な真理、認識論的基礎付け主義、表象主義、および認識論的客観性の概念を否認する。これは、自然種と言語的実体が実質的な存在論的含意を持つことを否定する唯名論的アプローチである。ローティは、人間科学の主題は自然科学の研究と同じ方法で研究できるという見解を否定している。
この立場はヒラリー・パトナム、W. V. O. クワイン、ドナルド・デイヴィドソンなど、他のさまざまな思想家と関連付けられているが、これらの人物の誰一人として「ネオプラグマティスト」を自称していない。ほかにニコラス・レッシャー（方法論的プラグマティズムとプラグマティック観念論の支持者）、ユルゲン・ハーバーマス、スーザン・ハーク、ロバート・ブランダム、コーネル・ウェストらも、しばしばネオプラグマティストと見なされる。

## 背景

### 「英米分析」哲学からの影響
ネオプラグマティスト、特にローティとパトナムは、チャールズ・サンダース・パース、ウィリアム・ジェームズ、ジョン・デューイなどの古典的プラグマティストの考えを利用している。パトナムは、『言葉と生（Words and Life）』（1994）の中で、新しいプラグマティストが最も説得力のあると考える古典的なプラグマティストの伝統的発想を列挙している。パトナムの議論をまとめると次のようになる。
1. 完全な懐疑論（哲学的懐疑論への信念は他の信念と同じ程度に正当化を必要とするという見解）
2. 可謬主義（Fallibilism、信念を修正する必要性を否定する形而上学的保証はないという見解）
3. 「事実」と「価値」の二元論の否定
4. 適切に解釈された実践こそが哲学において第一義的重要性を有するという見解

（『言葉と生』p.152）
ネオプラグマティズムは、主に20世紀初頭から中頃にかけて起きた哲学における言語論的転回の影響により、古典的プラグマティズム（ジェームズ、デューイ、パース、およびミードのプラグマティズム）とは区別される。哲学の言語論的転回は、心、観念、そして世界についての語りを、言語と世界の2つに還元した。哲学者は、心の中にあるとされる観念や概念について話すのをやめ、「心的言語（mental language）」と、これらの概念を用いる際に使用される言葉について話し始めた。20世紀初頭の言語哲学者たち（例えば、A.J. エイヤー、バートランド・ラッセル、G.E. ムーア）は、言語を分析することが意味、客観性、そして最終的には外的実在に関する真理の到来をもたらすと考えていた。この伝統では、言語が非言語的対象と適切な対応関係にあるときに真理が得られると考えられた（これは「表象主義（representationalism）」と呼ぶことができる）。言明または命題が真であるためには、それは現実に存在しているものに対応する事実を与えなければならないと考えられていたのである。これは真理の対応説（correspondence theory of truth）と呼ばれ、ネオプラグマティズムの真理論からは区別されるべきである。
初期の英米分析言語哲学の方法論の正当性が突き崩され始めた20世紀半ばに、多くの哲学的な探求がなされた。1960年に出版された『言葉と対象（Word and Object）』において、クワインは我々の概念が現実との強い対応を持つという観念を攻撃した[6]。クワインは、言語は実在について純粋に非主観的な描像を記述しうるという考えを攻撃する趣旨の、存在論的相対性（ontological relativity）を主張した。より具体的には、存在論的相対性とは、我々が世界に存在すると信じるものは、私たちの主観的な「心的言語（mental languages）」に完全に依存していると主張するテーゼである。「心的言語」とは、端的には、我々の心の中の概念を指示する言葉が、世界における対象にマッピングされる方法のことである。
存在論的相対性についてのクワインの主張は、おおよそ次のようにまとめられる。
1. 実在に関するすべての観念や知覚は、我々自身の心的言語の観点から我々の心に与えられる。
2. 心的言語は、我々の感覚与件（センスデータ）から世界における対象がどのように解釈されるかを特定する。
3. 異なる心的言語は異なる存在論（世界に存在する異なる対象）を特定する。
4. 2つの異なる心的言語を完全に翻訳する方法は存在しない。すなわち、各言語の用語を他の用語に対応付ける方法は、常に複数ある。
5. 我々の知覚から切り離された実在は、真の対象言語（object language）、すなわち物事が「実際にどのようにあるか」を特定する言語を構成するものと考えることができる。
6. 2つの心的言語間の翻訳と、実在についての対象言語と人間の心的言語の間の翻訳とでは、何も違いがない。
7. したがって、2つの心的言語を客観的に翻訳する方法がないのと同じように（一方の用語から他方の用語への一対一のマッピングは存在しない）、実在についての真の対象言語を我々自身の心的言語に客観的に翻訳する（あるいは適合させる）方法は存在しない。
8. したがって、実在を表象するために一貫して保持することができる存在論は多数（おそらく無限に）存在する。

（『言葉と対象（Word and Object）』第2章を参照。）
上記の議論は、言語の写像理論（picture theory of language）、すなわち探究の目的は自らの言語で実在を正しく表象することであるという見解に抗するネオプラグマティズムのテーマを彷彿とさせる。
ネオプラグマティストにとって2番目に決定的に影響力のある哲学者は、トーマス・クーンである。彼は、現実を表象するための我々の言語、あるいは彼が「パラダイム」と呼ぶものは、将来の実験や観察を可能にする程度によってのみ評価されると主張した。科学哲学者であるクーンは、『科学革命の構造（The Structure of Scientific Revolutions）』において、「科学の進歩」は一種の誤称であると主張した。クーンによれば、我々が科学を進歩させていると言いうるのは、古い科学的パラダイムとそれに関連する概念と方法を捨てて、それに代わって行われるべき新しい実験と新たな科学的存在論を提供する新たなパラダイムが採用されるときである。クーンにとって、「電子」が存在すると言えるのは、我々が採用した新しいパラダイムについて、より多くを明らかにすることを可能にするであろう、新しい実験を私たちに提供するのに役立つ限りにおいてのみである。クーンの考えでは、異なるパラダイムたちは世界に何が存在するかについて異なるものを想定するゆえ、互いに共約不可能（incommensurable）である。この点を見てとるもう一つの方法は、諸パラダイムは新しい言語を記述するものであり、それによって我々は世界を新しい方法で記述することができる、という理解である。クーンは可謬主義者だった。すなわち、彼の考えでは、すべての科学的パラダイム（例えば、ニュートンの古典力学、アインシュタインの相対性理論）は、全体としては誤っていると捉えられるべきだが、科学者に新しいアイデアを与えられる限りにおいて受け入れられる。クーンの可謬主義、ホーリズム（holism）、共約不可能性の強調、および客観的実在に関する考えは、ネオプラグマティストの著作によく見られるテーマである。
ウィルフリッド・セラーズは、認識論における基礎付け主義的正当化に反対したため、ネオプラグマティスト、特にローティに大きな影響を与えた。

### 「大陸」哲学の影響
デリダやハイデガーなどの哲学者と彼らの言語に関する見解は、リチャード・ローティのようなネオプラグマティストに大きな影響を与えた。ローティはまた、フーコーのような大陸の思想家に代表される「歴史学的」または「系譜学的」哲学的方法の価値を強調している。

### ヴィトゲンシュタインと言語ゲーム
『哲学的探求（Philosophical Investigations）』での「後期」ルートヴィヒ・ヴィトゲンシュタイン[9]は、『論理哲学論考（Tractatus Logico-Philosophicus）』における彼の以前の見解に反して、言語の役割は実在を記述することではなく、むしろ共同体で特定の行為を果たすことであると主張している。言語ゲーム（language-game）とは、ヴィトゲンシュタインがこの点を強調するために使用した概念である。ヴィトゲンシュタインは大まかに言って次のように主張している。
1. 言語は共同体内で特定の目的を達成するために使用される。
2. 各言語には、独自の規則とそれが指示する対象がある。
3. ボードゲームにおいてどのような動きが可能であるかを導く規則があるのと同じように、共同体における言語にも同様の規則があり、そこではある言語ゲームにおいて可能な動きは、理解可能な仕方で語られるタイプの対象である。
4. 2つの異なる言語ゲームに参加している2人の人々は、いかなる意味でもコミュニケーションをとることができない。

ヴィトゲンシュタインに見られるテーマの多くはネオプラグマティズムに見いだされる。共通の目標を達成するために言語を「使用」することの重要性と、2つの異なる言語ゲーム間でコミュニケーションをとろうとすることに関する諸問題をヴィトゲンシュタインは強調したが、この点にネオプラグマティストの著作は導かれている。

## リチャード・ローティと反表象主義
リチャード・ローティは、ジェームズ、デューイ、セラーズ、クワイン、クーン、ヴィトゲンシュタイン、デリダ、そしてハイデガーの影響を受けている。彼はこれらの哲学者の多くの著述に共通の含意を見出した。すなわち、これらの哲学者たちは、何らかの形で、私たちの言語は実在をいかなる意味でも表象していないというテーゼを打ち出そうとした、と彼は信じたのである。ローティが自身の哲学論文集第1巻の序論で述べるところによると、我々の言語は事物を正しく把握するためにあると位置づけられるべきではなく、我々が抱く信念は、世界に反応し適応するために用いられる習慣にすぎない、と信じられるべきである。
ローティにとって、事物を「ありのままに（in themselves）」正しく理解することは、まったく意味がない（meaningless）わけではないとしても、端的に言って無用（useless）である。
1995年にローティは次のように書いている。「私はできる限り多くの言語論的転回以前の哲学者を言語化（linguisticize）する。その目的は、すべての形而上学的問題が解決され、宗教と科学が詩に場を譲る、そんなユートピアの預言者として彼らを読むためである」。
『ローティとプラグマティズム：批判者に応答する哲学者（Rorty and Pragmatism: The Philosopher Responds to His Critics）』, edited by Herman J. Saatkamp (Nashville: Vanderbilt University Press, 1995).
この「言語論的転回」戦略の目的は、古典的プラグマティズムに残存する、ローティが本質主義（「心理」、「実在」、「経験」）とみなす要素を除去することである。ローティは次のように述べる。
分析哲学は、言語に集中したおかげで、ジェームズとデューイ自身よりも、特定の決定的に重要なプラグマティズム的テーゼをよりよく擁護することができた。〔中略〕経験と自然との間ではなく、言語と言語以外の世界との間の関係に我々の注意を集中させることによって、ポスト実証主義的分析哲学は哲学的伝統をより根本的に打ち破ることができた。
『チャールズ・S・パース協会会報第21巻（Transactions of the Charles S. Peirce Society 21）』, no. 1 (Winter 1985).

## 観念論や認識論的相対主義との区別
ネオプラグマティストの動機と主張を理解するための1つの方法は、ネオプラグマティズム（そしてプラグマティズム一般）がいかに観念論と相対主義の両者から区別されるかを理解することである。まず、ネオプラグマティズムは観念論とは違い、世界に実際に存在するものは、人がそれについて信じる事柄によって何らかの形で影響を受けるとは考えていないという。ネオプラグマティズムは、心から独立した実在が（mind-independent reality）存在するという教説を保持すると同時に、「知る（know）」という言葉の古典的なデカルト的意味においては、そのような実在は知られ得ないと主張する。ネオプラグマティストの考えによれば、心から独立した実在は人々の心に因果的に影響を与えるが、その影響が個人の心にどのような影響を与えるかはその個人次第である。また、ネオプラグマティズムは認識論的相対主義からも区別されるべきである。なぜなら、認識論的相対主義者であるためには、実在との関係で自分の観念を「正しく」するという発想に関心を持っていなければならないからである。ネオプラグマティストのテーゼによれば、この主張は無用であり、したがって廃棄されるべきである。ネオプラグマティストたちは、実在を正確に把握することについての議論は、それがなんの有益性も持ちえないことから、全くの無意味であると考える。ネオプラグマティストは、実在を描写するために使用される描像を生成するのではなく、人が環境に順応し成功することを可能にする信念および習慣を発達させることに関心がある。ネオプラグマティストは実在を記述する描像を生成することについて何の関心も有していないので、彼らにとって認識論的相対主義に関する問いは全くもって無意味である。

## 関連文献
- Macarthur, David (2009). “Pragmatism, Metaphysical Quietism and the Problem of Normativity”. Philosophical Topics 36 (1):  193–209. JSTOR 43154523.
- Rorty, Richard (1996). “Objectivity, Relativism, and Truth”. Philosophical Papers 1:  158–161. JSTOR 40886990.